# Прапор Нью-Джерсі
Прапор Нью-Джерсі (англ. Flag of New Jersey) — один з державних символів американського штату Нью-Джерсі.
Прапор являє собою жовте прямокутне полотнище з розташованою в центрі емблемою штату Нью-Джерсі. Нинішній варіант був прийнятий 11 березня 1896 року.